# Џејсон Денајер
Џејсон Денајер (28. јун 1995) белгијски је фудбалер и репрезентативац, који тренутно наступа за Лион.
Дебитовао је у професионалном фудбалу у сезони 2014/15 у екипи Селтика за који је наступао као позајмљен играч Манчестер Ситија. У својој првој и јединој сезони у Селтику, помогао је тиму да освоји Шкотски Премијершип и Куп Шкотске, а он је изабрао за најбољег младог играча шкотског првенства. Следећу сезону 2015/16 проводи на позајмици у турском Галатасарају са којим осваја Куп Турске.
За сениорску репрезентацију Белгије дебитовао је 2015. године и био је део тима на Европском првенству 2016. године. Пре сениорске наступао је и за млађе селекције репрезентације Белгије.

## Трофеји

### Селтик
- Шкотска Премијершип лига (1) : 2014/15.[2]
- Лига куп Шкотске (1) : 2014/15.

### Галатасарај
- Суперлига Турске (1) : 2017/18
- Куп Турске (1) : 2015/16

## Статистика каријере

### Репрезентативна
Статистика до 24. март 2021.
| Белгија | Белгија | Белгија |
| Год.    | Наступи | Голови  |
| ------- | ------- | ------- |
| 2015    | 4       | 0       |
| 2016    | 4       | 0       |
| 2017    | 0       | 0       |
| 2018    | 2       | 0       |
| 2019    | 3       | 0       |
| 2020    | 7       | 1       |
| 2021    | 1       | 0       |
| Укупно  | 21      | 1       |